# Лезниківське родовище граніту

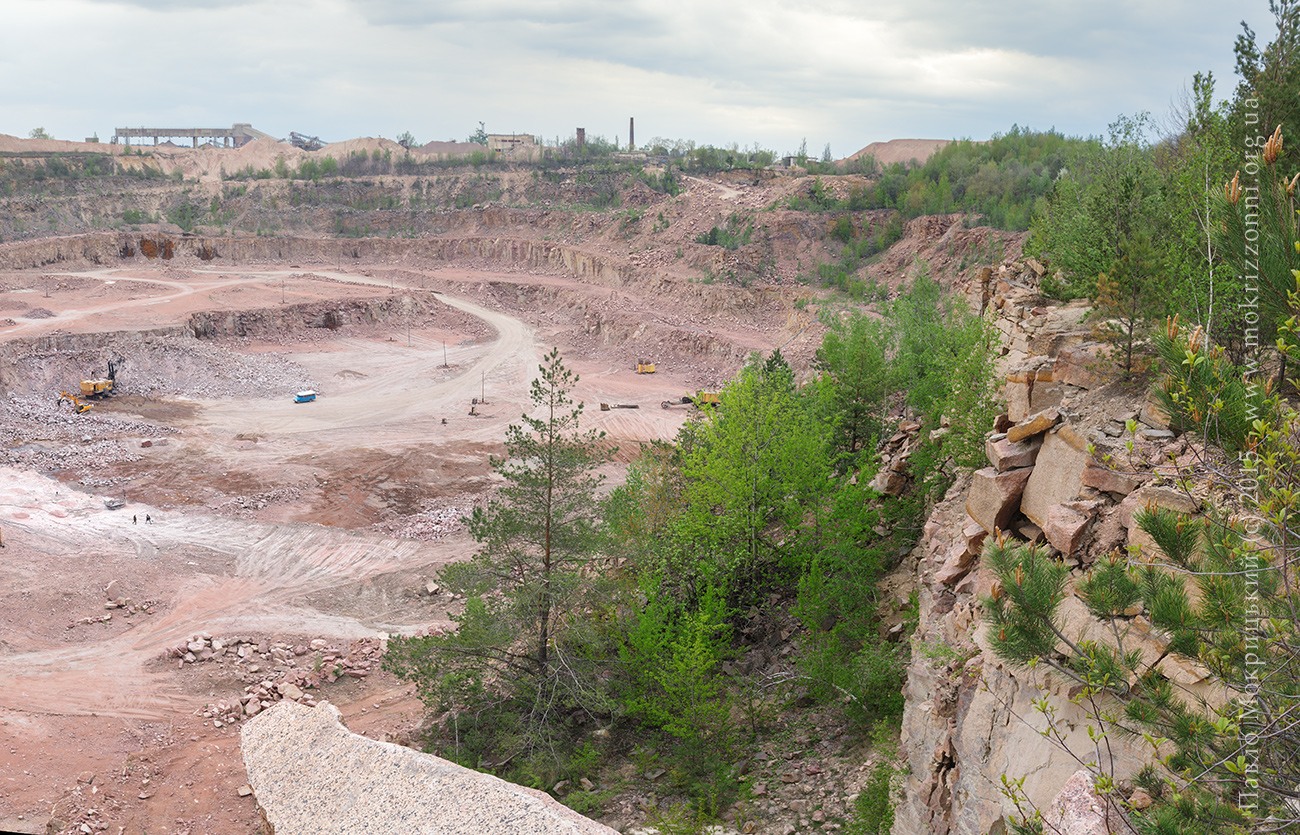

Лезникі́вське родо́вище грані́ту — у Житомирській області України, біля села Лизник. 
Промислові запаси близько 65 млн м³. Розвідане в середньому до глибини 55 м. Граніт рожево-червоний.